# Madagaskars lutherska kyrka
Madagaskars lutherska kyrka (Fiangonana Loterana Malagasy) är ett lutherskt trossamfund, anslutet till Lutherska nattvardsgemenskapen i Central- och Östafrika och Lutherska världsförbundet.